# La Feuille d'érable
La Feuille d'érable est une série télévisée historique en co-production Québec, France, Suisse et Belgique en treize épisodes, diffusées au Québec entre le 28 décembre 1971 et le 28 mars 1972 à la Télévision de Radio-Canada, en France à partir du 18 mars 1972 sur l'ORTF, en Suisse sur la SSR et en Belgique sur la RTB.

## Synopsis
La série met en scène la famille Bellerose durant le régime français au Québec, depuis François Bellerose, premier du nom arrivé en Nouvelle-France, jusqu'à un de ses descendants, Julien Bellerose.

## Fiche technique
- Scénarisation : André-Paul Antoine, Réginald Boisvert et Marie Desmarais
- Réalisation : 
  - Gilles Carle, épisode 5
  - Jean-Louis Colmant, épisodes 1, 2, 3, 9 et 10
  - Aimée Danis, épisodes 4, 12 et 13
  - Jean-Pierre Decourt, épisode 7
  - Jacques Gagné, épisode 8
  - Denis Héroux, épisodes 6 et 11
  - Maurice Labro
  - Carole Laure
- Musique : Gilles Vigneault
- Sociétés de production : Société Radio-Canada, S.S.R., R.T.B. et O.R.T.F.

## Distribution
- Gilles Renaud : François Bellerose
- Dominique Briand : Louis Bellerose
- François Tassé : Julien Bellerose
- Carole Laure : Anne-Marie Bellerose
- Michèle Magny : Louise Bellerose
- Anne Pauzé : Marie Bellerose
- Léo Ilial : Jacques Cartier
- Ronald France : Agonna
- Roger Garceau : Dom Anthoine
- Paul Guèvremont : Xavier
- Hélène Loiselle : Gertrude
- Jean-Louis Roux : Chevalier de Lévis
- David Schurmann : Robert Stobo
- Lionel Villeneuve : La Bouille
- Michelle Rossignol : Lucie Bellerose
- Luce Guilbeault : Madame Barbe
- André Richard
- Jean Archambault

## Épisodes
1. Le Canayen
2. La Canayenne
3. La Pucelle de Tadoussac
4. La Croix du Mont-Royal
5. Un hiver brûlant
6. La Fille du Roy
7. 3000 soldats, une fille
8. Les Caribous
9. Le Seigneur de la forêt
10. Le Trésor du chameau
11. Les Acadiens
12. L’Évadé
13. L’Adieu au lys